# よもぎ蒸し

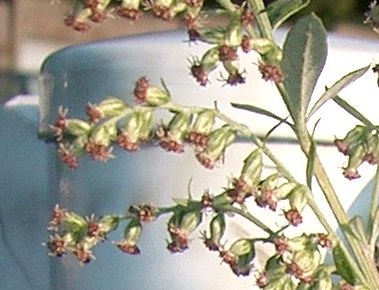
ヨモギ

よもぎ蒸し（よもぎむし）は、よもぎを煎じた蒸気を下半身を中心に体全体に浴び吸収させる中国の療法である。1300年前の中国で楊貴妃が開発し、その後600年から700年ほど前韓国に伝わり、民間療法として広まった。産後ケアとして愛用されている。
よもぎ蒸しの方法には、薬草の入ったお湯を沸かしてその蒸気を皮膚や粘膜から吸収する方法、薬草を燃やしてその煙を浴びる方法の2種類がある。韓国では薬草を沸かして蒸気を浴びる方法が一般的である。韓国伝統のよもぎ蒸しによく使われる漢方薬草は、よもぎ(艾葉) 、 益母草、香府子、陳皮、甘草、ミント、荊芥、蒲公英、蛇床子、川芎、三白草、桑葉、苦参、卷白、九節草などがある。体質や病気によって漢方薬草が含まれた方が、その効果が高まるといわれている。
なお、よもぎ蒸し（ハーブテント）を営業として提供する場合には、公衆浴場法に基づく、その他の浴場（蒸気・熱気を用いた入浴）として保健所の許可を必要とする自治体もあるようだが、自治体によっては不要と判断しているところもあるので、管轄の保健所に問い合わせることが望ましい。

## 概要
古くから女性が産後、または陰部掻痒症や膣炎などの性器に症状が出た時に活用する民間療法として利用されてきた「温活」として行われることがある。絶世の美女とされる楊貴妃は病気が多く生理痛と生理不順にとても悩まされており、よもぎ蒸しの元となる漢方薬草を使用して毒素を分解して外に出す事によって体調を整え美容を手に入れていたとされる。
「冷え性改善協会」は伝統的な韓国の漢方よもぎ蒸しの普及に努めている。よもぎ蒸しは韓国で昔から産後ケアとして愛用されており、体調や好みに合わせて漢方薬草を煎じ、その蒸気で体を温める。老廃物を排出し、自然治療力を高めると言われている。
よもぎ蒸しサロンでは専用のマントを着用し、よもぎなどの薬草を煮出しした蒸気によって下半身を温める方法でよもぎ蒸しが行われている。また、簡易的によもぎ蒸しができる商品も開発されている。
日本から韓国へのパッケージツアーでプログラムの中によもぎ蒸しが組み込まれることがある。

## 目的と効果
冷え症や月経不順を改善する目的でよもぎ蒸しを利用する30-40代の女性が多い。一般的に体を温めることは健康に良いと言われているため、温かい蒸気で全身を包むよもぎ蒸しも効果が幅広いと考えられている。
デトックス効果があるとして宣伝されることがあるが、デトックス自体に医療的に根拠がないとされている。
韓国の「東医宝鑑」（朝鮮時代の第一の医書、許浚著）に、よもぎは体を温めて冷えを追い出すと記録されており、また当時は薬草を燃やす「焼烟薫之」という治療方法が行われていたことがわかる。中国明代の「景岳全書」（張景岳）には蒸慰法が記録されており、薬草を沸かす治療方法が書いてある。
こうした記録から、よもぎ蒸しは韓国だけではなく、中国でも昔から愛用されている民間治療であることが窺える。

## その他のハーブ蒸し
よもぎ以外にも、さまざまな薬草を用いたハーブ蒸しが世界各地で行われている。これらは、地域の伝統医療や民間療法の一環として発展してきた温浴療法のひとつである。
アジアでは、例えばタイの伝統医療において「ハーブテント（Herbal Steam Tent）」と呼ばれる療法があり、レモングラスやカフィアライム、ジンジャーなど複数のハーブをブレンドして蒸気浴を行うスタイルが一般的である。
日本国内でも、以下のようなハーブを使用した温浴法が実践されている。
- モリンガ蒸し - モリンガ（ワサビノキ）の葉を使用し、温活・美容・体質改善を目的として行われる。モリンガ蒸しを参照。[10]

- 熊笹蒸し - 抗菌作用のある熊笹の葉を使用し、自然療法の一環として行われている。

- マコモ蒸し - 真菰（マコモ）というイネ科の植物を使用し、身体の浄化や精神のリラックスを目的とした蒸し療法。

- ローズ蒸し - バラの花びらや精油を使用し、香りによるリラクゼーションやスキンケア目的で行われる。[11]

これらのハーブ蒸しは、施術者や施設によって内容や使用する植物が異なるが、いずれも身体を温めて発汗を促し、リラックスや美容、体調管理を目的として用いられている。